# Arnold Schütz
Arnold Schütz (Bremen, 19 de enero de 1935 - ibídem, 14 de abril de 2015) fue un futbolista alemán que jugaba en la demarcación de centrocampista.

## Biografía
Tras formarse en las filas inferiores del club, en 1955 debutó con el primer equipo del SV Werder Bremen cuando contaba con veinte años a las manos del entrenador Fred Schulz. Jugó un total de 17 temporadas en el club, de las cuales nueve fueron en la Bundesliga, la máxima categoría del fútbol alemán. Sus logros con el club fueron una Copa de Alemania en 1961 y la Bundesliga de la temporada 1964/1965. Además, gracias a sus veinte goles en la temporada siguiente, se convirtió en el tercer máximo goleador de la liga tras Lothar Emmerich y Friedhelm Konietzka. Finalmente, en 1972, se retiró como futbolista.
Falleció el 14 de abril de 2015 a los 80 años de edad.

## Clubes
| Club             | País                | Año         | Partidos | Goles |
| ---------------- | ------------------- | ----------- | -------- | ----- |
| SV Werder Bremen | Alemania Occidental | 1955 - 1972 | 333      | 107   |

## Palmarés

### Campeonatos nacionales
| Título           | Club             | País     | Año  |
| ---------------- | ---------------- | -------- | ---- |
| Bundesliga       | SV Werder Bremen | Alemania | 1965 |
| Copa de Alemania | SV Werder Bremen | Alemania | 1961 |